# Challenge mondial de course en montagne longue distance 2009
Navigation
2008 2010
Le Challenge mondial de course en montagne longue distance 2009 est une compétition de course en montagne qui s'est déroulée le 10 octobre 2009 à Söll en Autriche. C'est le Kaisermarathon, étape intermédiaire du Tour de Tirol, qui accueille les championnats. Il s'agit de la sixième édition de l'épreuve.

## Résultats
Sur le parcours de 42 km, l'orienteur Marc Lauenstein surprend tout le monde en dominant la course et en franchissant la ligne d'arrivée avec près de 6 minutes d'avance sur le multiple champion du monde Jonathan Wyatt. Le podium est complété par l'Anglais Ricky Lightfoot. Malgré leur départ impressionnant, les coureurs kényans souffrent dans la dernière montée et lâchent du terrain. Néanmoins, en terminant les trois dans le top 10, ils remportent la médaille d'or par équipes devant l'Angleterre et l'Écosse.
La course féminine est menée par les Russes Evgeniya Danilova et Elena Rukhliada, suivies par la Néo-zélandaise Anna Frost et la Tchèque Anna Pichrtová. Souffrant dans la dernière montée, Elena Rukhliada lâche du terrain et termine quatrième. Anna Pichrtová parvient à rattraper Evgeniya Danilova et finit par la doubler au sprint final pour s'offrir son second titre en longue distance. La Russie remporte cependant le classement par équipes devant l'Australie et l'Allemagne.

### Individuel
| Rang               | Athlète               | Pays             | Temps           |
| ------------------ | --------------------- | ---------------- | --------------- |
| Médaille d'or      | Marc Lauenstein       | Suisse           | 3 h 6 min 20 s  |
| Médaille d'argent  | Jonathan Wyatt        | Nouvelle-Zélande | 3 h 12 min 5 s  |
| Médaille de bronze | Ricky Lightfoot       | Angleterre       | 3 h 14 min 5 s  |
| 4                  | Raymond Kemboi        | Kenya            | 3 h 14 min 51 s |
| 5                  | Marco Sturm           | Allemagne        | 3 h 18 min 23 s |
| 6                  | Daniel Bett           | Kenya            | 3 h 19 min 2 s  |
| 7                  | Robert Kipkemoi Yegon | Kenya            | 3 h 12 min 21 s |
| 8                  | Andy Peace            | Angleterre       | 3 h 21 min 44 s |
| 9                  | Christian Bründlinger | Autriche         | 3 h 22 min 6 s  |
| 10                 | Jethro Lennox         | Écosse           | 3 h 22 min 14 s |

| Rang               | Athlète           | Pays             | Temps           |
| ------------------ | ----------------- | ---------------- | --------------- |
| Médaille d'or      | Anna Pichrtová    | Tchéquie         | 3 h 28 min 57 s |
| Médaille d'argent  | Evgeniya Danilova | Russie           | 3 h 29 min 23 s |
| Médaille de bronze | Anna Frost        | Nouvelle-Zélande | 3 h 33 min 20 s |
| 4                  | Elena Rukhliada   | Russie           | 3 h 38 min 19 s |
| 5                  | Angela Bateup     | Australie        | 3 h 48 min 35 s |
| 6                  | Irina Pankovskaya | Russie           | 3 h 48 min 55 s |
| 7                  | Vanessa Haverd    | Australie        | 3 h 49 min 27 s |
| 8                  | Colleen Middleton | Australie        | 3 h 50 min 8 s  |
| 9                  | Anna Lupton       | Angleterre       | 3 h 52 min 36 s |
| 10                 | Michaela Mertová  | Tchéquie         | 3 h 53 min 32 s |

### Équipes
| Rang               | Pays                                                   | Points           |
| ------------------ | ------------------------------------------------------ | ---------------- |
| Médaille d'or      | Kenya Raymond Kemboi Daniel Bett Robert Kipkemoi Yegon | 9 h 55 min 5 s   |
| Médaille d'argent  | Angleterre Ricky Lightfoot Andy Peace Morgan Donnelly  | 9 h 58 min 16 s  |
| Médaille de bronze | Écosse Jethro Lennox Alasdair Anthony Kenneth Richmond | 10 h 13 min 58 s |

| Rang               | Pays                                                       | Points           |
| ------------------ | ---------------------------------------------------------- | ---------------- |
| Médaille d'or      | Russie Evgeniya Danilova Elena Rukhliada Irina Pankovskaya | 10 h 56 min 37 s |
| Médaille d'argent  | Australie Angela Bateup Vanessa Haverd Colleen Middleton   | 11 h 28 min 11 s |
| Médaille de bronze | Allemagne Alexandra Bott Britta Müller Veronika Ulrich     | 12 h 3 min 20 s  |